# Основано на реальных событиях (альбом)
Основано на реальных событиях — пятый студийный альбом российской группы Stigmata, выпущенный на лейбле М2БА 17 сентября 2012 года.

## Об альбоме
В начале 2011 года Stigmata отказывается от туров в пользу написания нового материала, участвуя только в крупных фестивалях.
В сентябре у группы сменился барабанщик — после внезапного ухода Фёдора Локшина им стал Владимир Зиновьев (ранее известный работой с группой Neversmile). В октябре 2011 группа выпускает два сингла — «Камикадзе» и «До девятой ступени».

«Наша новая музыка вызвала много споров. Нам это нравится, кажется, мы нашли новое музыкальное направление для развития наших идей и наших мыслей. В этом нам помог прежде всего мир электронной музыки, в который мы углубляемся и по сей день. А также влившийся в наши ряды новый барабанщик Вова Зиновьев, его нестандартное видение».
— Stigmata
С октября по декабрь 2011 года группа отъездила масштабный тур в поддержку новых синглов.
8 марта на концерте в Санкт-Петербурге состоялась премьера клипа на песню «До девятой ступени», который был снят компанией STG Cinema. Клип был выложен на официальном YouTube-канале группы 16 марта 2012.
С марта 2012 года Stigmata начинают работу над альбомом.

«Мы не знали, сколько времени мы проведём в студии. У нас были классные идеи. Но нам было необходимо разобраться во всём с нуля и вместе думать над ритмами, мелодиями и лирикой. Мы хотели начать делать новую музыку и понимали, что подход к написанию свежих песен должен быть новым. Именно поэтому мы не называли точную дату выхода альбома».— Stigmata
Название альбома и список песен были опубликованы на официальном сайте группы в конце августа. Альбом был записан на студиях «Союз Композиторов» и «Добролёт». Сведение и мастеринг осуществлялись под руководством продюсера Anssi Kippo, известного по работе с Children of Bodom, в Финляндии на студии «Astia».
17 сентября состоялся релиз альбома на лейбле М2БА и на портале Яндекс.Музыка.
15 октября 2012 года на официальном сайте «Нашего Радио» и официальном сайте группы состоялась премьера клипа на песню «Время», снятого компанией B.I.G.PRODUCTION.

Этот видеоклип — своеобразная зарисовка о времени, природе человека, его красоте и свободе. Люди очень часто познают понятие «время» через призму определённых событий, происходящих во внешнем мире, в котором много информации, новостей, фактов, трагедий и катастроф. Порой сложно разглядеть себя за течением времени и в потоке различной информации. Однако, главным является внутренняя свобода, которая не меняется с течением времени. Дом всегда находится внутри нас.
— режиссёр компании B.I.G.Production Аня Кучерявая

## Список композиций
| №                   | Название                                             | Текст песни         | Музыка              | Длительность |
| ------------------- | ---------------------------------------------------- | ------------------- | ------------------- | ------------ |
| 1.                  | «Гроза морей»                                        | Nelson              | Yosh                | 5:00         |
| 2.                  | «До девятой ступени»                                 | Dan                 | Taras               | 4:40         |
| 3.                  | «Совершенный человек»                                | Nelson              | Yosh                | 3:45         |
| 4.                  | «Время»                                              | Nelson              | Yosh                | 4:51         |
| 5.                  | «Камикадзе»                                          | Nelson              | Yosh                | 4:27         |
| 6.                  | «Начнётся война»                                     | Nelson              | Yosh                | 4:25         |
| 7.                  | «Сожжённый дотла» (совместно с Антоном Boo Лиссовым) | Boo                 | Taras               | 4:18         |
| 8.                  | «Схватка»                                            | Nelson              | Yosh                | 3:43         |
| 9.                  | «Не забывай» (feat. Олей Маркес)                     | Оля Маркес          | Taras               | 5:43         |
| 10.                 | «О чём ты грустишь»                                  | Nelson              | Taras               | 6:07         |
| Общая длительность: | Общая длительность:                                  | Общая длительность: | Общая длительность: | 47:07        |

## Участники записи

### Группа
- Артём «Nel’son» Лоцких — вокал
- Тарас Уманский — ритм-гитара, бэк-вокал, семплы
- Артём «Yosh» Теплинский — соло-гитара, семплы
- Денис Киченко — бас-гитара
- Владимир Зиновьев — барабаны

Все аранжировки — Stigmata
- Звукоинженеры: Виктор Прохоров, Сергей Рыльцев, Александр Докшин
- Настройка звука: Артем Теплинский, Виктор Прохоров
- Сведение и мастеринг: Anssi Kippo, «Astia Studio» (Финляндия)
- Фото: Yulia Cosmos
- Дизайн обложки: Yulia Cosmos, Артем Теплинский, Артур Дубинский